# كوروماسو
كوروماسو (باليابانية: 黒マスはどこだ كوروماسو وا دوكو دا) أين توجد العلب السوداء, هي لعبة أحاجي فكرية اخترعها اليابانيون وتقوم على البحث عن المربعات السوداء.

لعبة كوروماسو متوسطة الصعوبة

حل للعبة كوروماسو أعلاه

## القواعد
على مستطيل ينقسم إلى مربعات أو جداول نجد أرقام. على أساس هذه الأرقام يجب أن يحاول الإنسان البحث عن المربعات السوداء, مع أخذ القواعد التالية بعين الاعتبار:
- المربعات التي توجد فيها الاعداد بالأبيض وتبقى بالأبيض.
- المربع الأسود لا يتواجد أبدا قرب مربع أسود آخر سواء أفقيا أو عموديا.
- كل المربعات بالأبيض متصلة بالبعض.
- كل رقم في مربع أبيض يمثل عدد الخانات البيضاء التي يمكن رؤيتها من هذا المربع (بما فيه هذا المربع نفسه), يمكن رؤية خانة بيضاء من خانة أخرى بيضاء إذا كانوا في نفس الصف أو العمود, ولا توجد خانات سوداء بينهم في هذا الصف أو العمود.

## مقالات ذات صلة
انظر أيضا :
- الألغاز اليابانية
- الكاكورو
- السودوكو
- 36 مكعب

## وصلات خارجية
- موقع نيكولي أين توجد العلب السوداء (بالإنجليزية)
- الألغاز اليابانية